# 1999 في كولومبيا
فيما يلي قوائم الأحداث التي وقعت خلال عام 1999 في كولومبيا.

## رياضة
- 27 يونيو – طواف كولومبيا 1999 الفائزون فيليكس كارديناس، Alexis Rojas ‏، كارلوس ألبرتو كونتريرز.

## ظهور
- 1 يناير – سوهو

## موسيقى

### أغاني
من الأغاني التي صدرت هذه السنة في كولومبيا:
- 23 يونيو – عيون مثل عيونك من غناء شاكيرا.

## مواليد

### ديسمبر
- 2 ديسمبر – أنا لوسيا دومينيجيز ممثلة كولومبية.